# アレキサンダー仏陀脇侍像
座標: 北緯34度21分58秒 東経70度28分08秒 / 北緯34.366041度 東経70.468981度

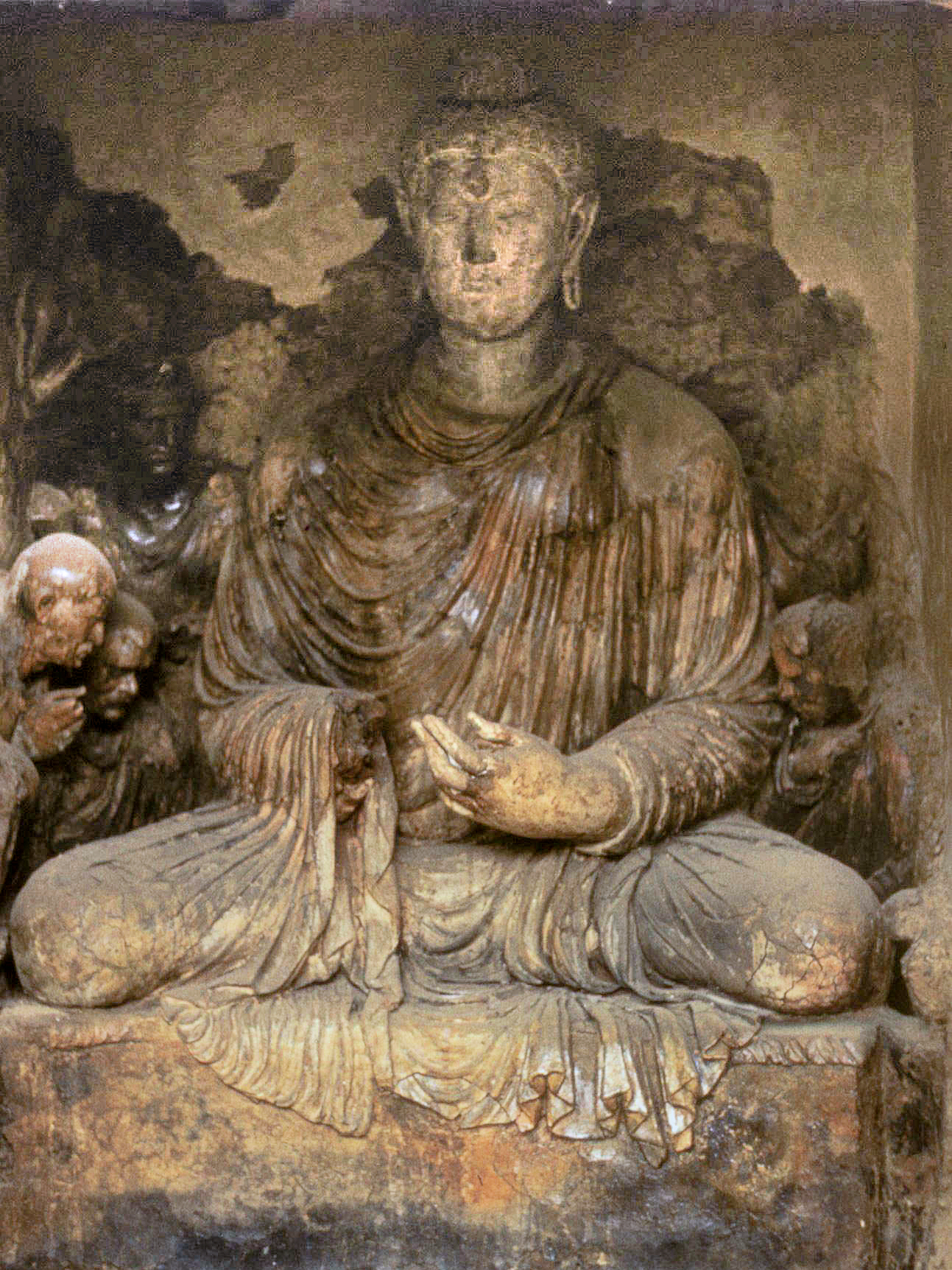
アレキサンダー仏陀脇侍像(写真左奥)
Vajrapani-Alexander
発掘1974-1976
製作クシャン朝フヴィシュカ王（西暦155-187）の在位間
タパ・シュトル寺院群Tapa Shotor II Niche V3
破壊1992年

アレキサンダー仏陀脇侍像（アレキサンダーぶっだわきじぞう、英語: Vajrapani-Alexander、論文上の考古学符号:Niche V3）とは、ガンダーラ遺跡タパ・シュトル寺院から発掘された2世紀頃の仏陀に寄り添う脇侍像。最初期仏像にギリシャ文明が影響していた論拠の一つとなっている。1974-1976年に発見されたが、1979年に戦争で調査不能となり、1992年にタリバンにより破壊された。

## 概要
アフガニスタン・ハッダのタパ・シュトル寺院(en:Tapa Shotor)から1974-1976年の発掘で発見された粘土製で制作された、仏像の脇に存在するアレクサンドロス3世の像である(日本で普及している英語読みアレキサンダー大王)。発見者および論文発表はアフガニスタン考古学研究所所長ゼマリヤライ・タルジ(en:Zemaryalai Tarzi)。タパ・シュトル寺院には複数の建設物があり、それぞれTapa Shotor IからTapa Shotor IXまでの9つの分立した寺院があり、おおよそ紀元前35年から西暦450年頃まで500年近く建立され続けて来た寺院群である。その内、この像が発見されたTapa Shotor IIはクシャン朝フヴィシュカ王（西暦155-187）の在位間かけての建造された建物である。その建物のNiche V3と論文上で名付けられた小部屋にて発見された。なお、同Tapa Shotor II内のNiche V2と名付けられた別の小部屋には仏像とその脇に左に金剛杵を持ったヘラクレス像、右に仏に果物を捧げる女神ディケー像が発見されており(画像参照en:Tapa Shotor)、これらは、それ以前に仏像が建立された事が見当たらず、それまで法輪で描かれていた事から、Niche V2とNiche V3共に最初期の仏像(つまり、世界初の仏像)とギリシャ神話英雄の脇侍像である可能性がある。また、これ以降、年次が降るごとに造形技術が劣化、単純化しており、この最も古い発見物が造形的にギリシャ・ヘレニズム文化発見物と瓜二つであるこの事から古代ギリシャ人もしくは古代ギリシャ的な造形に極めて精通していた人物が、"仏像の創造"に関与している可能性が高い。これらは同地がアレキサンダー大遠征の支配地域であり、近隣にアジアに入植したギリシャ人都市アイ・ハヌムが発見されるなど周辺状況を含めると確実視されるものの、学術的なより詳しい精査を受ける前に破壊された為に2021時点では有力視されつつ確定はされておらず、また、現物での学術的に断定する機会は失われた。破壊されずに現存しており、なおかつ学術的確定に至っていれば世界遺産に認定されていた可能性が高い。これは失われた遺跡である。

## 周辺事情
タパ・シュトル寺院跡地は現在アフガニスタン領内だが、パキスタン国境至近距離にあり、現在暫定で定められた国境線内にはあるが、国境紛争地帯であり、2021現在まだ国境が正式合意に至っていない為、両国の外交次第によっては所在国が変わる可能性もある。
なお、論文上の考古学符号Niche V3はアレキサンダーと推定しうる同像と同室の仏陀像および仏陀の説法を受ける弟子諸像を含めた同室全体を示す、ゼマリヤライ・タルジが1976年の論文(Tarzi1976)に附番した符号である。また論文Tarzi1976(と各国研究者が略する)はフランス語で執筆発表されたが、以降英語フランス語関わらず他各国語の論文でこのNiche V3の符号が使われ続けている。(Niche V2含めた他の符号同じ)
英語Vajrapani-Alexander（フランス語もほぼ同じ）のVajrapaniは語源はサンスクリット語でVajirapāṇiで仏敵を退散せしめる武器金剛杵を手に持つ者の意で、チベット語ではཕྱག་ན་རྡོ་རྗེ།。中国語では金剛手菩薩。日本語では執金剛神の事である。日本では変化し金剛力士となった。おおよその翻訳でVajrapaniを執金剛神と訳する為その翻訳に従えばアレキサンダー執金剛神像(アレキサンダーはドイツ語および英語読み・日本主流)もしくは、アレクサンドロス金剛力士像(アレクサンドロスはギリシャ語読み)となるが、これは本来は仏陀を守護する姿勢で描かれるものであり、静かに佇み説法を清聴する者に名付けるものでは本来ではない。欧米では、語源サンスクリット語の意味である「金剛杵を手に持つ者」という原義を離れて、仏陀脇侍に寄り添う者に区別なく関係なく名付ける例が見られ、サンスクリット語の原義から離れて使用されているため留意が必要である。よってVajrapani-Alexanderをアレキサンダー仏陀脇侍像と翻訳するのは間違いではなく、この像をVajrapani-Alexanderと名付ける方が語源的には間違いであるとも考えられるが、米英語的にはVajrapaniと記載せねば学術的経路を追えない経緯があり、やむを得ない状況がある。

## NHKの取材と放送
日本の公的放送局NHKは、これを取材し、2003年06月15日(日) 午後09:00 〜 午後09:52に放送した。その時の題名は「NHKスペシャル 文明の道 第三集 ガンダーラ 仏教飛翔の地」である。
その取材で、この遺物を発見したゼマリヤライ・タルジに取材しており、その取材でタルジはこう答えている。(原文のママ)
と異文化が融合し、新しき物が生まれる瞬間の興奮を証言している。

## 構造分析
ヴァーラーナスィー（波羅奈国）のサールナート（仙人堕処）鹿野苑（施鹿林）において仏陀が始めて説法を行った、初転法輪の場面を描いた仏像とみられる。
芯に木造を使った粘土製で大きさはV3の仏陀像含めた群像全体で1.20 x 1.30 mの大きさである。寺院全体で多くの人が集まる大広間と、小さい部屋が分かれていた事から、瞑想用の部屋とも推測される意見があるが、よく分かっていない。
250年前後に周囲の像を改修した形跡があり、4世紀から5世紀にかけて床を40センチほど底上げした改修工事をした形跡がある。タパ・シュトル寺院群は1992年にタリバンに完全破壊される以前にも災害に複数回見舞われており、610～620年に火災に見舞われており、この火災以降寺院群での活動がほぼ低下している事から、この時点での災害が壊滅的ダメージを与えたと見られる。多くの遺物は発掘時点で被災しており、状態が悪い中、V2とV3の仏像群は比較的状態が良く火災からの倒壊から免れていたものである。(被災なければ、他にもギリシャ風の像が残っていた可能性がある)。

## 発見までの経緯
1825年にアフガニスタン東部ナンガルハール州にあるハッダに遺跡群がある事が発見された。発見場所はアフガニスタンとパキスタンの国境にあるカイバル峠からおよそ10～12km離れた北緯34° 21′ 58″,東経 70° 28′ 08の地点である。初期の調査は英国が行った。Ch. Massonによって1800年代終盤に同地よりインド・スキタイ人の硬貨、クシャン朝の硬貨、ローマの硬貨が発見されると、同地がアジアとヨーロッパ文明の交流地である事が比定され、豊富な考古学資源あるいは富が眠っていると推定された。1922年に30年間アフガニスタンはフランスに考古学発掘の独占調査権を委託した。ハッダの本格的な初期発掘はA.FoucherとA.Godardによって1926-1928年に行われた。フランス独占権が終了した1953年以降には各国が発掘に参加しているが、3つ隣のタハール州にギリシャ人都市アイ・ハヌムが1961年に発見されると欧州発掘団の注目はそちらに向く事となり、ハッダ発掘は後回しとなる。発掘団がアイ・ハヌムに向かって人が少なくなった以降、ハッダ遺跡群では盗掘が頻発するようになり、アフガニスタン考古学庁によりハッダ遺跡の発掘も進める事となる。1965年からは日本の京都大学がハッダ発掘に着手し、1966年10月にはShaïbaï Mostamindiがタパ・シュトル寺院の発掘が着手し、それは1967年まで続いた。同地は現地アフガニスタン人主導での発掘となり。京都大学の後を引き継ぐ形で1974年にハッダ発掘着任したゼマリヤライ・タルジが、タパ・シュトル寺院発掘に携わるようになり、この1974年から1976年間に発掘されたのが、このアレキサンダーの脇侍像である。タルジは、これを1976年に論文発表した。
同地は紀元前328年にアレキサンダー大王が征服しており、その後残されたギリシャ人遺民によってグレコ・バクトリア王国が建国されていた。そのため、同地に残された古代ギリシャ人たちにとって、アレキサンダーは建国の父となる。また、アレキサンダーは征服した各地に自らの名前を名付けた都市を次々と建国しており、アイ・ハヌムがギリシャ側文献に残る中央アジアに名付けた都市アレクサンドリア・オクシアナである可能性が高い。アイ・ハヌムは紀元前145年ごろ遊牧民月氏の侵入により破壊され、アイ・ハヌム同地に住まうギリシャ人が南のハッダに南下した可能性も高く、アイ・ハヌム遺跡の発掘品とタパ・シュトル寺院の発掘品に類似性・連続性を指摘する研究者も多い。

## 破壊までの経緯
1978年12月24日にアフガニスタン紛争が始まると、徐々に発掘調査は不可能となり翌1979年10年にはハッダ遺跡群まで戦果が及び始めて破壊されはじめ、その後起きた内戦で破壊が進行した。海外の研究者は遺跡保護どころか入国すら難しくなり、同像を発見したゼマリヤライ・タルジは国立のアフガニスタン考古学研究所所長の椅子を捨ててフランスに亡命せざるを得ない状態となった。アフガニスタン考古学研究所も破壊され、国立博物館も砲弾に晒された。アイ・ハヌムの遺跡は同博物館副館長および職員たちによって砲弾飛び交う中でアフガニスタン情報局の地下室に隠されており、NHK取材陣が訪問した際にその一部を撮影する事に成功しているが、タパ・シュトル寺院およびこの像の保護まで手が回らなかった。そして1991年タリバンによる破壊と1992年タリバンによる破壊と放火により完全に破壊されたと見られる。1993年には研究者によって破壊状況調査が一度行われたが、その後さらに破壊が行われた。
戦争勃発で遺跡が破壊される前の時点で1万5000体もの仏像等が発掘されており、戦争終結後に土中の未発掘だったために破壊を免れて、その後現在までに発掘された仏像等の遺跡は2万3000体に上る。現存していれば、タパ・シュトル寺院、同じハッダ内近隣遺跡のテペ・イ・カラン、テペ・イ・カファリファなどと共に世界遺産に登録されていた可能性は高い。
ウィキペディア・コモンズにアレキサンダー仏陀脇侍像の写真を提供したポーランドのアダム・ミツキェヴィチ大学マレク・グワンスキー(MarekGawęcki)教師は、同写真提供2枚の内1枚に、この像の破壊は愚かな行為だという趣旨のコメントを付けて投稿している。